# Opius pyrogaster
Opius pyrogaster är en stekelart som beskrevs av Fischer 1966. Opius pyrogaster ingår i släktet Opius och familjen bracksteklar. Inga underarter finns listade i Catalogue of Life.